# I dig, o Herre Jesus kär
I dig, o Herre Jesus kär är en tysk psalm "Allein zu dir, Herr Jesu Christ" av Konrad Hubert före 1540.
Den översattes till svenska 1564 av Laurentius Petri Gothus med titelraden Allena till dig, Herre Jesu Christ. I 1819 års psalmbok bearbetades den av Johan Olof Wallin 1816 och erhöll titelraden "Till dig allena, Jesus Krist". Den bearbetades igen 1977 av Anders Frostenson och fick denna gång titelraden "I dig, o Herre Jesus kär".
Fjärde versen skrevs i Nürnberg ca 1540, med begynnelseraden "Ära ske Gud, som från sin tron", används som lovpsalm under fastetiden.
Finns två melodivarianter i Den svenska psalmboken 1986.
|  |
|  |

## Publicerad i
- Göteborgspsalmboken under rubriken "Om Boot och Bättring".[1]
- Nr 240 i 1695 års psalmbok som "Allena til tigh, HErre JEsu Christ" under rubriken "Om Gudz nådh och syndernas förlåtelse"
- Nr 194 i 1819 års psalmbok som "Till dig allena, Jesu Krist" under rubriken "Omvändelse — Trones seger, förtröstan och wisshet om syndaförlåtelse".
- Nr 789 i Sionstoner som "Ära ske Gud, som från sin tron" (Nr 194, vers 4, 1819 års psalmbok)
- Nr 269 i 1937 års psalmbok som "Till dig allena, Jesu Krist" under rubriken "Bättring och omvändelse".
- Nr 543A i Den svenska psalmboken 1986 som "I dig, o Herre Jesus kär" under rubriken "Skuld - förlåtelse".
- Nr 543B i Den svenska psalmboken 1986 som "I dig, o Herre Jesus kär" under rubriken "Skuld - förlåtelse".
- Nr 254 i Svensk psalmbok för den evangelisk-lutherska kyrkan i Finland (1986) under rubriken "Guds nåd i Kristus" med titelraden "Till dig allena, Kristus, står allt hopp jag här kan hysa".